# Тимрот, Готгард Готгардович
Готгард Готгардович (Григорий Григорьевич) Ти́мрот (полное Готгард Фердинанд Эмерих Альберт) (8 февраля 1868 — 2 ноября 1941, Дрезден) — российский генерал-майор, герой Первой мировой войны.

## Биография
Родился 8 февраля 1868 года, сын Готгарда Готгардовича (Григория Григорьевича) Тимрота и Ольги Фёдоровны урождённой фон Раден. 1 сентября 1886 года был принят в Пажеский корпус и 11 октября 1887 года произведён в камер-пажи. Выпущен 9 августа 1888 года подпоручиком в лейб-гвардии Семёновский полк.
30 августа 1892 года произведён в поручики (со старшинством с 9 августа 1892 года) и 6 декабря 1899 года — в штабс-капитаны. Прошёл курс наук в Николаевской академии Генерального штаба, выпущен по 1-му разряду, однако не был причислен к Генеральному штабу и вернулся в свой полк. 7 февраля 1901 года произведён в капитаны (со старшинством с 6 декабря 1900 года) и около 9 лет командовал в Семёновском полку ротой. 6 декабря 1908 года произведён в полковники.
После начала Первой мировой войны Тимрот 6 ноября 1914 года был назначен командиром 92-го пехотного Печорского полка. Высочайшим приказом от 3 февраля 1915 года Тимрот, ещё за отличие в рядах лейб-гвардии Семёновского полка, был награждён Георгиевским оружием:
За то, что в бою 2 сент. 1914 г., под Кржешовым, будучи послан для объединения действий батальонов, направленных с фронта, с 2-м батальоном, посланным в охват неприятельской позиции, под сильным ружейным и пулемётным огнём противника перешёл с фронта в наступление с целью привлечь на себя внимание неприятеля. Благодаря умелому руководству батальонами, способствовал захвату единственной переправы у Кржешова на р. Сан, через которую на другой день переправился весь Гвардейский корпус.
6 августа 1915 года назначен командующим бригадой 34-й пехотной дивизии, 11 октября того же года произведён в генерал-майоры (со старшинством с 11 марта 1915 года) и утверждён в должности командира бригады. С 12 апреля 1917 года командовал 15-й пехотной дивизией. Приказом по армии и флоту от 8 октября 1917 года за отличия в боях против неприятеля был удостоен ордена Святого Георгия 4-й степени.
Во время Гражданской войны Тимрот, по некоторым сведениям, состоял в армии Бермондта-Авалова. После поражения белых эмигрировал в Германию, проживал в Потсдаме, был членом полкового объединения лейб-гвардии Семёновского полка.
Скончался в Дрездене 2 ноября 1941 года и был похоронен на Северном кладбище.

## Семья
Отец Готгард (Григорий Григорьевич) фон-Тимрот (1827—1880), генерал-майор, шеф военного губернаторства в Костроме. Мать баронесса Ольга Каролина Мари Теодора фон-Раден (1828—1903). Его братья:
- Лев Готгардович (1873—1943) — генерал-майор, кавалер ордена св. Георгия 4-й степени.
- Александр Григорьевич (1865—1944) — гофмейстер, сенатор.

Жена баронесса Александра Анна Лилли фон-Оффенберг (1877—1948). Дети Ольга Генриетта Элизабет Александра Женни София (1908—1998), Фридрих Георг (1910—1945), Александра Мета Генриетта (1912—1993).

## Награды
Среди прочих наград Тимрот имел ордена:
- Орден Святого Станислава 2-й степени (1910 год)
- Орден Святой Анны 2-й степени (1913 год)
- Орден Святого Владимира 4-й степени с мечами и бантом (28 октября 1914 года)
- Орден Святого Владимира 3-й степени с мечами (12 февраля 1915 года)
- Георгиевское оружие (3 февраля 1915 года)
- Орден Святого Станислава 1-й степени с мечами (29 сентября 1916 года)
- Орден Святого Георгия 4-й степени (8 октября 1917 года)
- Орден Михая Храброго 3-й степени (Румыния, 1917)[1]